# غوروكولا (هندوسية)

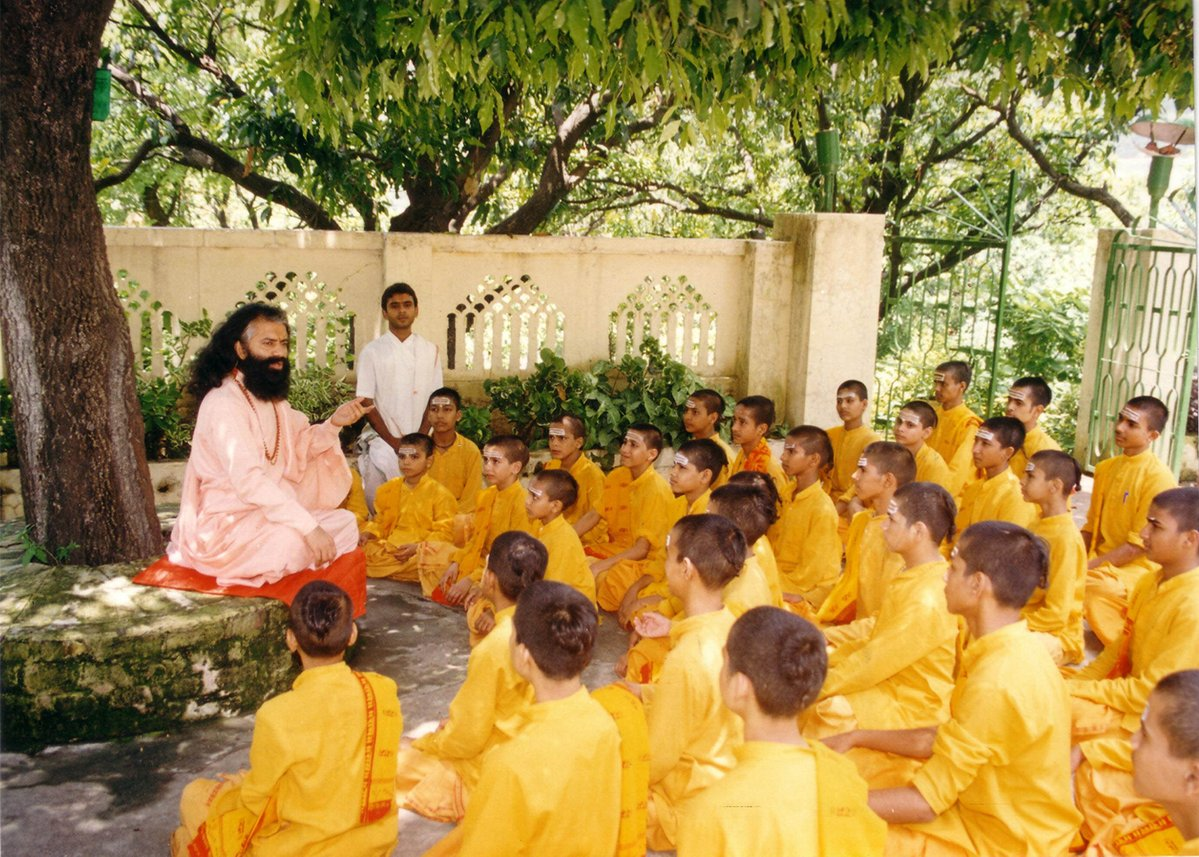

الغوروكولا ((بالسنسكريتية: गुरुकुल)‏) هو نظام تعليميمعتمد الهند القديمة حيث يعيش «الشيشيا» («الطلاب» أو «المريدين») بالقرب من معلمهم أو في نفس المنزل. تقليد المعلم - الشيشيا هو تقليد مقدس في الهندوسية ويظهر في مجموعات دينية أخرى في الهند، مثل اليانية والبوذية والسيخية. كلمة «غوروكولا» هو مزيج من الكلمات السنسكريتية «غورو» («المعلم» أو «السيد») وكولا («الأسرة» أو «المنزل»). قبل وصول الحكم البريطاني إلى الهند، كانت الغوروكولا هي النظام التعليمي الابتدائي المعتمد في جنوب آسيا. يستخدم المصطلح اليوم للإشارة إلى الأديرة السكنية أو المدارس التي يديرها معلمو العصر الحديث. صيغة الجمع الصحيحة لهذا المصطلح هي «غوروكولام».
يعتبر الطلاب الملتحقين في الغوروكولا والذين يعيشون معًا، متساوين  بغض النظر عن مكانتهم الاجتماعية. فهم يتعلمون من المعلم كما يقومون بمساعدته في القيام بمتطلباته الحياتيه، بما في ذلك القيام بالأعمال المنزلية اليومية الدنيوية. ومع ذلك، يشير بعض الباحثين إلى أن هذه الأنشطة ليست تسخيرية انما هي جزء أساسي للغاية لغرس الانضباط الذاتي بين الطلاب. عادة، لا يتلقى المعلم أي رسوم من مريديه للدراسة معه حيث تعتبر العلاقة بين المعلم والشيشية مقدسة للغاية.
في نهاية فترة تعليم الفرد يقدم المريد لمعلمه داكشينا (تبرع مالي أو عطاء) قبل مغادرة الغوركولا. وتعتبر هي إيماءة تقليدية للاعتراف بالاحترام وبفضل المعلم، والتي قد تكون عطاء نقدي، وقد تكون أيضًا مهمة خاصة يريد المعلم أن ينجزها الطالب. أثناء العيش في الغوركيلا، يكون الطلاب بعيدًا عن منزله من فترة أشهر إلى سنوات وفي حالة انقطاع تام عن أسرهم تمامًا.
يتم تطبيق نفس المفهوم على الأشارياكولام (مدارس هندية حذيثة) التي تهدف لتدريس اللغة السنسكريتية الهندية الأصلية، مع الفيد فيدانجا ودارشان والأوبانيشاد والثقافة الفيدية والحضارة والسمسكاراس، ولاكتساب الكفاءة في اللغة الإنجليزية والمحادثة والرياضيات والعلوم والفن والمهارات والرياضة.